# Hillary Shield
La Hillary Shield es un torneo de rugby disputado entre las selecciones de Nueva Zelanda y la de Inglaterra.
Su primera edición fue en 2008, en homenaje al montañista y explorador Sir Edmund Hillary.

## Ediciones
| Edición | Año     | Ganador       |
| ------- | ------- | ------------- |
| I       | 2008    | Nueva Zelanda |
| II      | 2009    | Nueva Zelanda |
| III     | 2010    | Nueva Zelanda |
| IV      | 2012    | Inglaterra    |
| V       | 2013    | Nueva Zelanda |
| VI      | 2014-I  | Nueva Zelanda |
| VII     | 2014-II | Nueva Zelanda |
| VIII    | 2018    | Nueva Zelanda |
| IX      | 2024-I  | Nueva Zelanda |
| X       | 2024-II | Nueva Zelanda |

## Palmarés
| Nueva Zelanda | 9 Trofeos |
| Inglaterra    | 1 Trofeos |

Nota: El trofeo 2024-II es el último torneo considerado